# Liste der Herrscher der Niederlande

Die Prinsenvlag, Flagge der Niederlande 1579–1630

Flagge der Niederlande seit 1630

Souverän der Republik der Vereinigten Niederlande seit dem Niederländischen Aufstand im 16. Jahrhundert waren die Staaten (Stände), einerseits die Staaten der Provinzen, andererseits die von ihnen beschickten Generalstaaten. Faktische Herrscher der Niederlande waren zeitweise die Statthalter von Holland aus dem Haus Oranien-Nassau, die in Personalunion oft auch Statthalter mehrerer anderer Provinzen und als Kapitän-General Oberbefehlshaber der Armee waren (Kapitein-generaal der Unie). 1747 wurde das Statthalteramt aller Provinzen in einem erblichen Statthalter vereint. In den „statthalterlosen Zeiten“ und der Batavischen Republik war der Ratspensionär von Holland und Westfriesland das mächtigste Amt in der Republik.
Der Sohn des letzten Statthalters wurde im Jahr 1813 souveräner Fürst der Vereinigten Niederlande und 1815 der erste König der Niederlande. Alle werden in der Liste der Herrscher der Niederlande aufgeführt.

## Republik der Vereinigten Niederlande

### Statthalter
| Bild | Name (Lebensdaten)                                                                    | Regierungszeit | Titel | Anmerkungen |
| ---- | ------------------------------------------------------------------------------------- | -------------- | --- | --- |
|      | Wilhelm I. von Oranien, „der Schweiger“ (de Zwijger) (24. April 1533 – 10. Juli 1584) | 1572–1584      | Statthalter von Holland, Zeeland und Utrecht, seit 1580 auch Friesland und Overijssel                                             | Wilhelm I. war ab 1568 der Führer des niederländischen Unabhängigkeitskrieges gegen Spanien, auch Achtzigjähriger Krieg genannt; 1584 wurde er von einem Attentäter erschossen |
|      | Moritz von Oranien (13. November 1567 – 23. April 1625)                               | 1584–1625      | Statthalter von Holland und Zeeland, seit 1590 auch von Utrecht, Geldern und Overijssel, seit 1620 auch von Groningen und Drenthe | Sohn Wilhelms I.; er konnte die Spanier innerhalb von vier Jahren aus den sieben Provinzen vertreiben                                                                          |
|      | Friedrich Heinrich von Oranien (29. Januar 1584 – 14. März 1647)                      | 1625–1647      | Statthalter von Holland, Zeeland, Utrecht, Overijssel und Geldern, Kapitän-General der Union                                      | Sohn Wilhelms I; er eroberte mehrere von den Spaniern gehaltene befestigte Städte, darunter ’s-Hertogenbosch und Maastricht                                                    |
|      | Wilhelm II. von Oranien (27. Mai 1626 – 6. November 1650)                             | 1647–1650      | Statthalter von Holland, Zeeland, Utrecht, Overijssel und Geldern, Kapitän-General der Union                                      | Sohn Friedrich Heinrichs; der Westfälische Friede besiegelte die Unabhängigkeit der Niederlande                                                                                |

### Erste statthalterlose Zeit
Von 1650 bis 1672 ruhte die Statthalterwürde.
| Bild | Name (Lebensdaten)                                   | Regierungszeit | Titel                                       | Anmerkungen |
| ---- | ---------------------------------------------------- | -------------- | ------------------------------------------- | --- |
|      | Johan de Witt (24. September 1625 – 20. August 1672) | 1650–1672      | Ratspensionär von Holland und Westfriesland | In seiner Amtszeit kam es zu zwei Kriegen mit England; de Witt war nach beiden federführend bei den Friedensschlüssen; 1667 schaffte er das Amt des Statthalters ab; 1672 kam es erneut zum Krieg gegen England, Frankreich, Köln und Münster; de Witt trat zurück und wurde kurz darauf von Anhängern der Oranier ermordet |

### Statthalter
| Bild | Name (Lebensdaten)                                                  | Regierungszeit | Titel                                                                                                 | Anmerkungen |
| ---- | ------------------------------------------------------------------- | -------------- | --- | --- |
|      | Wilhelm III. von Oranien-Nassau (14. November 1650 – 19. März 1702) | 1672–1702      | Statthalter von Holland, Zeeland, Utrecht, Overijssel, Geldern und Drenthe, Kapitän-General der Union | Sohn Wilhelms II., seit 1689 auch König von England; nach dem Sturz Johan de Witts wurde er zum Statthalter der Niederlande gewählt; er konnte die Invasionstruppen Frankreichs zurückdrängen und so die Unabhängigkeit des Landes bewahren |

### Zweite statthalterlose Zeit
Von 1702 bis 1747 ruhte die Statthalterwürde. Ratspensionäre von Holland in dieser Zeit waren:
- Anthonie Heinsius, 1689–1720
- Isaac van Hoornbeek, 1720–1727
- Simon van Slingelandt, 1727–1736
- Anthonie van der Heim, 1737–1746
- Willem Buys, 1746
- Jacob Gilles, 1746–1749
- Pieter Steyn, 1749–1772

### Erbstatthalter
Unter dem 1747 eingesetzten Wilhelm IV. wurde das Amt erblich.
| Bild | Name (Lebensdaten)                                                  | Regierungszeit | Titel                                                                           | Anmerkungen |
| ---- | ------------------------------------------------------------------- | -------------- | ------------------------------------------------------------------------------- | --- |
|      | Wilhelm IV. von Oranien-Diez (1. September 1711 – 22. Oktober 1751) | 1747–1751      | Erbstatthalter, Kapitän-General und Admiral-General der Vereinigten Niederlande | Sohn des friesischen Statthalters Johann Wilhelm Friso von Nassau-Diez; nachdem Frankreich 1747 in Flandern eingefallen war, wurde das Amt des Statthalters der Niederlande wieder eingeführt              |
|      | Wilhelm V. von Oranien-Diez (8. März 1748 – 9. April 1806)          | 1751–1795      | Erbstatthalter, Kapitän-General und Admiral-General der Vereinigten Niederlande | Sohn Wilhelms IV.; 1751–1759 unter der Vormundschaft seiner Mutter und 1759–1768 von Herzog Ludwig Ernst von Braunschweig; 1795 fielen die Franzosen in den Niederlanden ein und Wilhelm floh nach England |

## Batavische Republik
Die 1795 geschaffene Batavische Republik war ganz von Frankreich abhängig. Die Staatsgewalt lag bei einer gesetzgebenden Versammlung und einem fünfköpfigen Direktorium. 1805 führte Napoleon Bonaparte das Amt des Ratspensionärs wieder ein.
| Bild | Name (Lebensdaten)                                                | Regierungszeit | Titel                                  | Anmerkungen |
| ---- | ----------------------------------------------------------------- | -------------- | -------------------------------------- | --- |
|      | Rutger Jan Schimmelpenninck (31. Oktober 1761 – 15. Februar 1825) | 1805–1806      | Ratspensionär der Batavischen Republik | Als Ratspensionär hatte er fast uneingeschränkte Macht; nach nur einem Jahr wurde er wieder abgesetzt und die Niederlande in eine Monarchie umgewandelt |
|      | Carel de Vos van Steenwijk (11. März 1759 – 2. Januar 1830)       | 1806           | Ratspensionär der Batavischen Republik | Amtierte nur vom 4. bis zum 18. Juni |

## Königreich Holland
| Bild | Name (Lebensdaten)                            | Regierungszeit | Titel             | Anmerkungen |
| ---- | --------------------------------------------- | -------------- | ----------------- | --- |
|      | Ludwig I. (2. September 1778 – 25. Juli 1846) | 1806–1810      | König von Holland | Bruder Napoleon Bonapartes; er reformierte das Recht und setzte eine neue Verfassung durch, die u. a. die Niederlande zu einem zentralistischen Staat machte; da es ihm aber nicht gelang, eine englische Invasion abzuwehren, musste er die niederländischen Gebiete südlich des Rheins ganz an Frankreich abtreten; am 2. Juli 1810 dankte er ab und ging ins Exil nach Österreich |
|      | Ludwig II. (11. Oktober 1804 – 17. März 1831) | 1810           | König von Holland | Sohn Ludwig Napoleons; der noch unmündige Ludwig folgte seinem Vater nur für wenige Tage auf den Thron; am 13. Juli dankte auch er ab, und Holland wurde vollständig von Frankreich annektiert |

## Französische Besetzung
Von 1810 bis 1813 waren die Niederlande Teil des französischen Kaiserreiches. Generalgouverneur der neuen Departements war Charles-François Lebrun.

## Souveränes Fürstentum der Vereinigten Niederlande
| Bild | Name (Lebensdaten)                                                   | Regierungszeit | Titel                                        | Anmerkungen |
| ---- | -------------------------------------------------------------------- | -------------- | -------------------------------------------- | --- |
|      | Wilhelm VI. von Oranien-Nassau (24. August 1772 – 12. Dezember 1843) | 1813–1815      | Souveräner Fürst der Vereinigten Niederlande | Sohn Wilhelms V.; nachdem 1813 die Franzosen aus den Niederlanden vertrieben worden waren, wurde Wilhelm zum Landesherrn gewählt und bildete eine provisorische Regierung |

## Königreich der Niederlande
| Bild | Name (Lebensdaten)                                  | Regierungszeit                                      | Titel                   | Anmerkungen |
| ---- | --------------------------------------------------- | --------------------------------------------------- | ----------------------- | --- |
|      | Wilhelm I. (24. August 1772 – 12. Dezember 1843)    | 1815–1840                                           | König der Niederlande   | am 16. März 1815 wurde Wilhelm zum König der Niederlande gewählt; der neue Staat umfasste zunächst auch Belgien, das aber 1830 unabhängig wurde; sein Beharren, Belgien zurückzuerobern, die Ablehnung von Reformen und die Beziehung zu einer katholischen Gräfin führten am 7. Oktober 1840 zu seiner Abdankung |
|      | Wilhelm II. (6. Dezember 1792 – 17. März 1849)      | 1840–1849                                           | König der Niederlande   | Sohn Wilhelms I.; eine Verfassungsänderung ermöglichte später die Durchsetzung des parlamentarischen Systems |
|      | Wilhelm III. (19. Februar 1817 – 23. November 1890) | 1849–1890                                           | König der Niederlande   | Sohn Wilhelms II.; mischte sich nur selten in die Politik ein |
|      | Wilhelmina (31. August 1880 – 28. November 1962)    | 23. Nov. 1890 – 6. Sep. 1948 (Krönung 6. Sep. 1898) | Königin der Niederlande | Tochter Wilhelms III.; in ihren ersten acht Regierungsjahren bis zu ihrer Volljährigkeit stand sie unter der Regentschaft ihrer Mutter Emma zu Waldeck und Pyrmont; während des Zweiten Weltkriegs war sie in London im Exil; 1948 dankte sie zugunsten ihrer Tochter Juliana ab                                  |
|      | Juliana (30. April 1909 – 20. März 2004)            | 6. Sep. 1948 – 30. April 1980                       | Königin der Niederlande | Tochter Wilhelminas; 1949 entließ sie Indonesien in die Unabhängigkeit; Juliana bemühte sich seit Beginn ihrer Regierung darum, das Königshaus dem Volk näher zu bringen; am 30. April 1980 dankte sie zugunsten ihrer Tochter Beatrix ab                                                                         |
|      | Beatrix (* 31. Januar 1938)                         | 30. April 1980 – 30. April 2013                     | Königin der Niederlande | Tochter Julianas; dankte am 30. April 2013 zugunsten ihres Sohnes Willem-Alexander ab |
|      | Willem-Alexander (* 27. April 1967)                 | 30. April 2013 – amtierend                          | König der Niederlande   | Sohn Beatrix’; Inthronisation am 30. April 2013 |